# Niveria quadripunctata
Espèce
Niveria quadripunctata est une espèce de mollusques gastéropodes de la famille des Triviidae.
- Répartition : Caraïbes.